# Shōhei Takahashi
Shōhei Takahashi (jap. 高橋 祥平 Takahashi Shōhei; ur. 27 października 1991) – japoński piłkarz występujący na pozycji obrońcy, zawodnik Tokyo Verdy.

## Życiorys

### Kariera klubowa
Od 2009 roku występował w japońskich klubach: Tokyo Verdy, Omiya Ardija, Vissel Kobe i Júbilo Iwata.
1 stycznia 2017 podpisał kontrakt z japońskim klubem Júbilo Iwata, umowa do 31 stycznia 2020.